# Tetjana Tereščuk-Antipova
Tetjana Viktorivna Tereščuk-Antipova (in ucraino Тетяна Вікторівна Терещук-Антипова?; Luhans'k, 11 ottobre 1969) è un'ex ostacolista ucraina.

## Palmarès
| Anno | Manifestazione  | Sede     | Evento   | Risultato  | Prestazione | Note                                     |
| ---- | --------------- | -------- | -------- | ---------- | ----------- | ---------------------------------------- |
| 1994 | Europei         | Helsinki | 400 m hs | 6ª         | 55"53       |                                          |
| 1995 | Mondiali        | Göteborg | 400 m hs | 5ª         | 54"94       |                                          |
| 1996 | Giochi olimpici | Atlanta  | 400 m hs | Semifinale | 55"34       |                                          |
| 1997 | Universiadi     | Catania  | 400 m hs | Oro        | 54"91       |                                          |
| 1997 | Mondiali        | Atene    | 400 m hs | 4ª         | 53"81       |                                          |
| 1998 | Europei         | Budapest | 400 m hs | Argento    | 54"07       |                                          |
| 1999 | Mondiali        | Siviglia | 400 m hs | 7ª         | 54"33       |                                          |
| 2000 | Giochi olimpici | Sydney   | 400 m hs | 5ª         | 53"98       |                                          |
| 2003 | Mondiali        | Parigi   | 400 m hs | 5ª         | 54"61       |                                          |
| 2004 | Giochi olimpici | Atene    | 400 m hs | Bronzo     | 53"44       |                                          |
| 2005 | Mondiali        | Helsinki | 400 m hs | 7ª         | 55"09       |                                          |
| 2006 | Europei         | Göteborg | 400 m hs | Bronzo     | 54"55       |                                          |
| 2007 | Mondiali        | Osaka    | 400 m hs | Semifinale | 54"38       | Miglior prestazione personale stagionale |